# 高屋永遠
高屋 永遠（たかや とわ、1992年〈平成4年〉3月28日 - ）は、日本の美術家・画家。東京都出身。ロンドン大学 ゴールドスミス・カレッジ 芸術学部 卒業。アーティスト等の交流を目的としたプロジェクト『WHYNOT』を主宰。

## 経歴
コンピュータ関連の仕事を持つ父とアート関連の仕事を持つ母の間に生まれ、コンピュータが一般的に普及する前から触れる幼少期を過ごす。
楽器好きの父の影響で様々な楽器や絵画、演劇やスポーツ等に取り組んだが、その中で絵画に入り込む。
慶應義塾湘南藤沢中等部・高等部に入学後、美術の授業で学ぶと同時に絵画教室に通う。高校1年の夏休みにロンドン芸術大学のサマースクールに留学。アートがキャリアになると実感し、美術の先生に個別で指導を受ける。
2009年
- 第83回 国展 入選[7][注釈 1]

2012年
- ロンドン芸術大学 セントラル・セント・マーチンズ ファンデーション ディプロマ修了[3]

2013年
- 7月　個展『The One』開催[8]

2014年
- 9月　個展『あるいは、私でないような』開催[8][9]
- 個展『プラスチック・ランデブー』開催[8]
- RAW TALENT 2014 Art EXHIBITION 入賞[10]

2015年
- ロンドン大学 ゴールドスミス・カレッジ 芸術学部 卒業[3]
- 『ON the THRESHOLD』（英国 オリエンタル美術館（英語版））展示[8]

2016年
- 日本に帰国[11]
- 『ON the THRESHOLD II: Formal Presence』（英国 オリエンタル美術館）展示[8]

2017年
- 4月　東京大学 空間情報センター 協力研究員 就任[12]
- 10月　『ヤングクリエイターズアワード2017』入選[13]

2019年
- 3月　『ART FAIR TOKYO 2019』展示[14]
- 9月　WHYNOT.TOKYO オープン[15][16][17]

2020年
- 1月　個展『UNTITLEDIES』開催[8][18]

2021年
- 4月　個展『薄紙を剥ぐように』開催[8][19]

2022年
- 4月　個展『桜時』開催[8][20]
- 9月　個展『柔らかな万象』開催[8][21]
- 8月　『CONNECTING DOTS』（ベルリン）展示[22]
- 9月　『diverse painting』（西武渋谷店）展示[23]
- 資生堂みらい研究グループとの化粧品原料を用いた共同研究を開始[24][25]

2023年
- 1月　『Chroma Distance』（ポーラ ミュージアム アネックス）展示[26]
- 2月　個展『JOY AFTER ALL - 花信風』開催[27]
- 4月　研究成果展『揺動する絵画空間』（資生堂グローバルイノベーションセンター）出演[28]
- 10月　『完全な経験 / 想像の夢想ー3人のアーティストによる視点』展示[29]
- 11月　『ART SHOW GINZA ONBEAT × MITSUKOSHI』（銀座三越）展示[30]
- 12月　『第75回全国カレンダー展』日本印刷産業連合会会長賞・金賞 受賞[31][32][注釈 2]

2024年
- 3月　個展『It calls : shades of innocence』開催[33]
- 4月　アートプレイス株式会社『若手アーティスト支援企画展』選出。某官公庁に作品展示[34][35]
- 7月　『Tokyo Gendai』展示[36]
- 7月　『Redcar Summer Exhibition 2024』選出（英国）[37]
- 9月　『Kiaf SEOUL』展示（韓国）[38]
- 9月　『Art Fair Beppu 2024』展示（大分県別府市）[39][40][41]
- 10月　『第2回日本国際芸術祭 未来を創るU35（Under35）アート展』展示[42]
- 12月　『Spiral Xmas Market 2024 Art Section』展示[43]

2025年
- 1月　Artglorieux GALLERY OF TOKYO（GINZA SIX）にて作品展示販売[44]
- 3月　『ART FAIR TOKYO 2025』展示[45]
- 3月　個展『無限の形象』（銀座三越）開催[10][46]
- 3月　個展『雨粒は花となり宙に舞うまで』開催[24]
- 6月　個展『象 － 有と生と無』開催[47][48]
- 6月　『Summer 2025』展示（Kamakura Gallery）[49]
- 7月　個展『流転と無限』開催（大阪・関西万博 EXPOメッセ「WASSE」）[50]

## 幼少期から形成期

### 幼少期と美術への関心
- 幼少期から絵を描くことに親しみ、紙やキャンバスだけでなく様々な素材に描くことで表現を広げる経験を積んだ[5][51][52]。
- 日本の伝統的な装飾文化に関心を持ち、それが作品にも影響を与えたと語る[5][53]。
- 幼少期に触れた自然や環境が、後年の色彩感覚や抽象表現に影響を及ぼしていると考えている[5][54]。

### スポーツ活動と経験
- 中学・高校時代はサッカーとバレーボールを経験。団体競技を通じて協調性を学び、培われた戦略的思考が作品制作の計画性や即興性に影響があったと考えている[5][51][54]。
- 競技を通じて得た瞬間的な判断力、空間認識能力も創作活動に活かされていると考えている[5][55]。
- 身体感覚を活かしたダイナミックな表現に関心を持つ契機にもなったと語る[5][53]。

### 海外留学とアートの選択
- 留学先の学生が真剣にポートフォリオを制作する姿に影響を受け、アートを自身の専門分野とする決意を固めたと語る[5][55]。
- 海外での教育環境の違いを実感し、アートと社会の関わりに関心を深めるとともに、日本と海外の美術教育の違いについて理解を深める契機となった[5][52][54]。

## 表現思想と手法

### 時間と空間の探求
- 静止した絵画の中に時間の流れや変化を描くことに関心を持ち、作品を通じて『目には見えないが確かに存在する時間』を表現する試みている[5][53][54]。
- 「雨が降る」「日が沈む」などの現象を取り入れ、『時間経過の可視化』を試みている[5][56]。
- 光と影の関係を活かし、作品のキャンバス上で『時間の移ろい』の表現を探求[5][54]。

### 色彩と技法の研究
- 日本に帰国した2016年から日本画の伝統的な顔料を用いた絵具作りを始めた[52]。
- これまでの油絵の技法と日本画の技術を組み合わせ、異なる素材の相互作用を研究[5][54]。

- 色彩の重なりによる奥行きの表現を重視し、視覚的な奥深さを強調する技法を取り入れている[5][56]。

### 抽象表現の探求
- 『具象と抽象の境界』を敢えて曖昧にして鑑賞者の解釈に委ねる作品を制作[5][53]。
- 「余白の美」や「ぼかし」といった日本の美術技法を取り入れ、視覚的な静と動のバランスを探求している[5][54]。
- 作品を通じて、鑑賞者に「新たな視点」を提供することを目指し、観察のプロセスそのものを重要視している[5][53]。

## 資生堂との共同研究
2022年、株式会社資生堂 みらい研究グループと共同で、化粧用パール剤を画材として用いる新たな絵画表現の研究を開始。パール剤の光の反射特性を活かし、見る角度によって印象が変化する絵画技法の開発に取り組む。
成果発表は、同年4月に『揺動する絵画空間』において発表。展示ではパール剤を用いた油彩画作品や、制作過程を再現したアトリエのジオラマが公開された。 
この共同研究は、美術と化粧品という異なる分野の融合によって、新たな絵画表現の可能性を探求する試みであり、自身の作品に新たな視覚的奥行きをもたらした。

### 論文
- 『絵画技法の画種横断的な分類（2025.1.17採録）』[58][59][60][注釈 3]

## 装画
- 『墳墓記』新潮社、2025年3月26日。ISBN 978-4103784111。[61]

## 出演・掲載

### 雑誌
- 「国際女性デー Specialインタビュー エレガンスを切り拓く女性」『25ans』(2025年4月号 201,208-209頁)

### テレビ
- 『ブレイク前夜』（BSフジ、2024年1月2日）[54][62]

### ラジオ
- 『afaラジオ』パーソナリティー（インターネットラジオ、2021年6月25日 - 2022年4月2日）[63][64][65][66][67][68][注釈 4][69][70][71][72]